# Gare de Gammal
Gare de Gammal vasútállomás Franciaországban, Molières-sur-Cèze településen.

## Vasútvonalak
Az állomást az alábbi vasútvonalak érintik:
- Ligne du Teil à Alès

## Kapcsolódó állomások
A vasútállomáshoz az alábbi állomások vannak a legközelebb: